# 氟氯二溴甲烷
氟氯二溴甲烷是一种有机化合物，化学式为CBr2ClF。它可由氟氯溴乙酸银和溴在180~260 °C反应，或由氟二氯甲烷在650 °C溴化制得。它可用于在有机物中引入氟氯溴甲基。